# 澳門茶文化館
澳門茶文化館（葡萄牙語：Casa Cultural de Chá de Macau），是位於澳門特別行政區盧廉若公園的博物館，由市政署（前民政總署）管理。澳門茶文化館有系統地重新展現中西的茶文化特色，是澳門首座以茶文化為專題的博物館。

## 沿革
澳門在十七世紀曾是中國出口茶葉到西方國家的重要茶葉轉口貿易港，是中國茶葉的傳播和貿易的重要角色之一。有鑑於此，民政總署在熱心人士的支持配合下，在盧廉若公園興建澳門茶文化館，至2004年底完工。
澳門茶文化館由建築師馬若龍所設計，建築物以原西式的建築為意念而重建。建築物由強烈的葡萄牙風格外觀，配合中國式的瓦片作屋頂，特顯澳門在中西茶文化史交流上的重要角色。2005年6月1日，澳門茶文化館由三位時任民政總署管委會、諮委會、監委會的主席劉仕堯、梁官漢、司徒民義，以及馬若龍夫人馬韶漪聯同聚紫軒代表林品儀正式開幕。
自開館以來，已舉行過不同形式的展覽和茶文化活動。

## 設施
澳門茶文化館位於荷蘭園大馬路盧廉若公園內，建築面積1,076平方米，連地庫共有3層。一樓主要展示大量珍貴的茶文化遺產，諸如茶詩、茶聯、茶畫、茶樓、茶莊、茶社、茶館、茶亭、茶商、茶人、茶藝以及茶俗等。二樓則為供客人品茗和舉辦茶文化活動的地方。

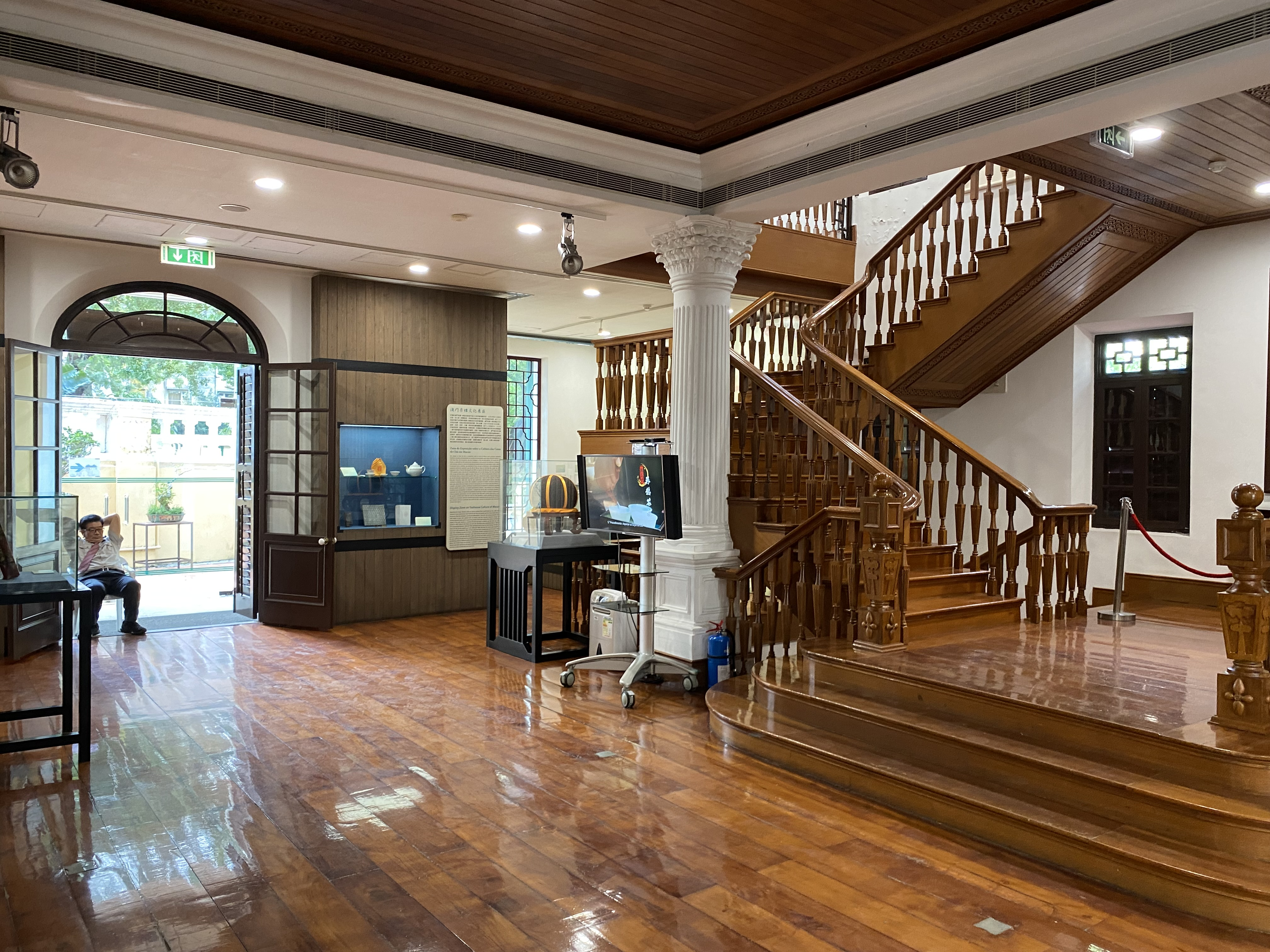
入口大堂
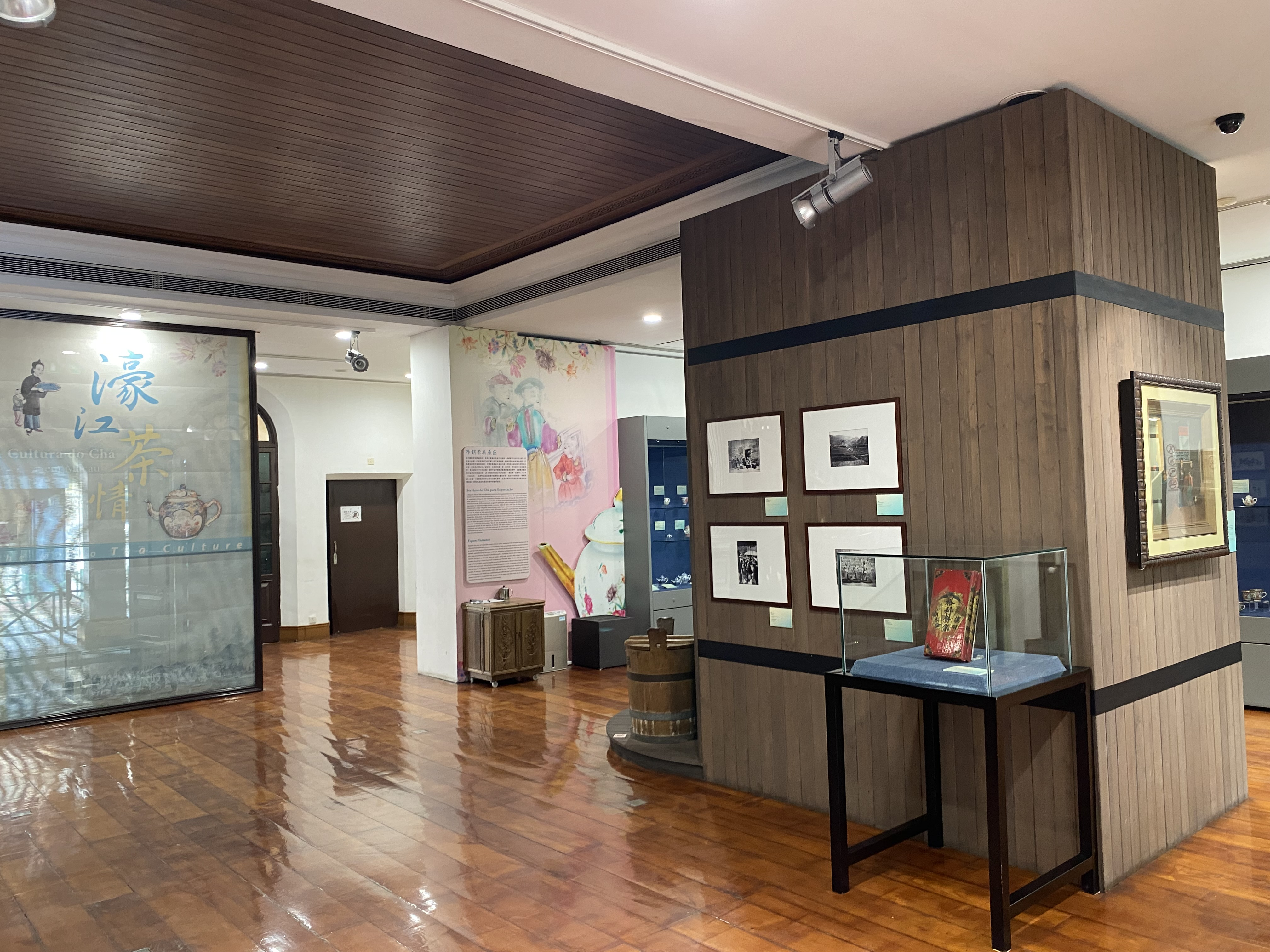
一樓主要展示大量珍貴的茶文化遺產
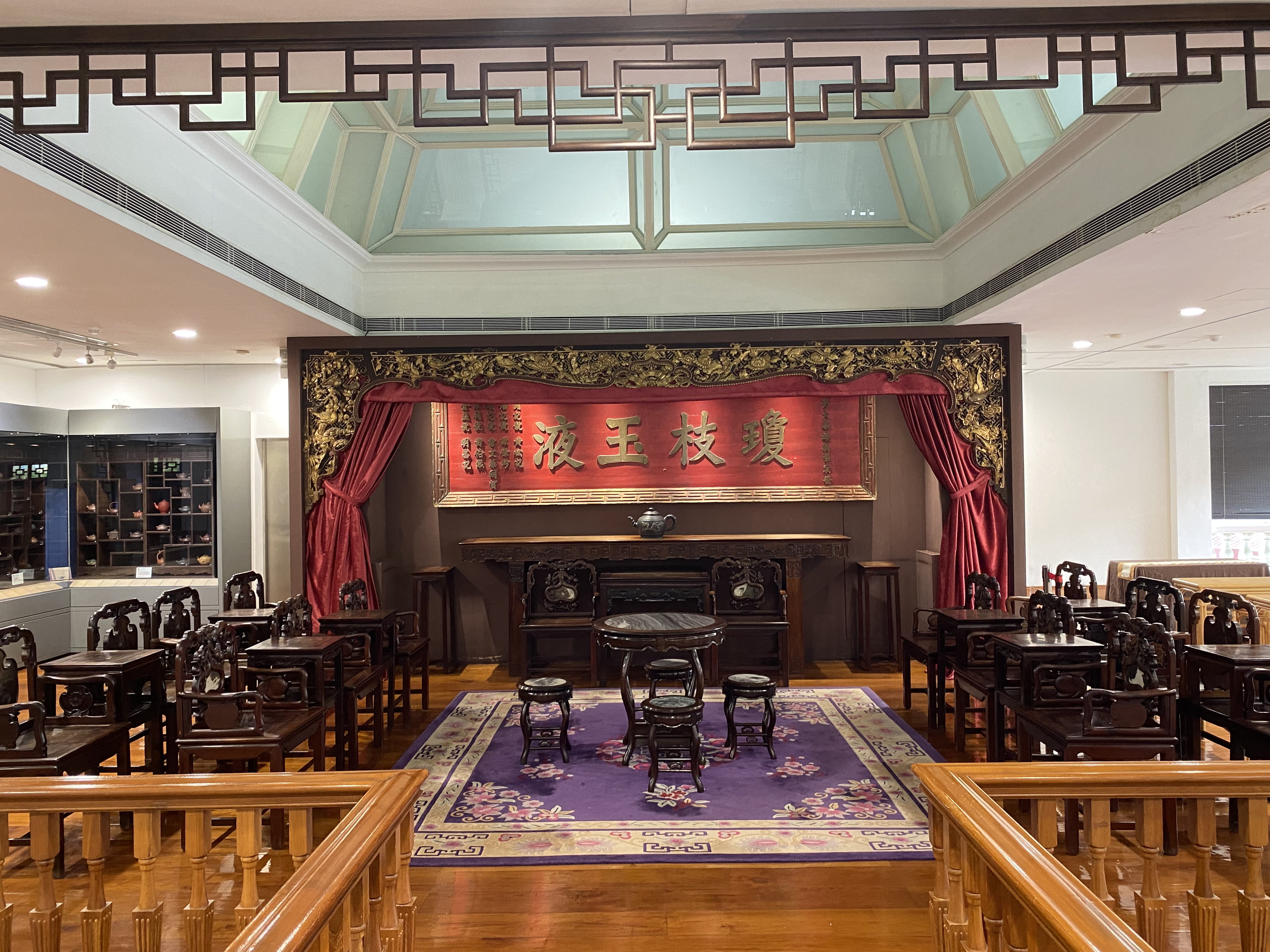
二樓則為供客人品茗和舉辦茶文化活動的地方

## 相關資訊
- 開放時間：09:00 - 19:00（逢星期一休館，公眾假期照常開放）
- 入場費：全免